# Punta Campichuelo
Punta Campichuelo ist eine Landspitze im Nordosten der Liard-Insel im Archipel der Adelaide- und Biscoe-Inseln vor der Loubet-Küste des Grahamlands auf der Antarktischen Halbinsel.
Argentinische Wissenschaftler benannten sie. Der weitere Benennungshintergrund ist nicht überliefert. Wahrscheinlicher Namensgeber ist die Schlacht von Campichuelo vom 19. Dezember 1810 im Rahmen des Argentinischen Unabhängigkeitskriegs (1810–1818).